# Joachim Stallecker
Joachim Stallecker (* 26. September 1961 in Esslingen am Neckar) ist ein deutscher Künstler und Autor.

## Leben und Werk
Joachim Stallecker wuchs in Ostfildern auf. Von 1983 bis 1989 studierte er auf der Kunstakademie Düsseldorf und war Meisterschüler bei Alfonso Hüppi. Zu seinen Schwerpunkten gehören neben Malerei, Zeichnungen sowie Aquarelle auch die Erschaffung von Objektiven aus unterschiedlichen Materialien wie Gummi und Leder oder auch Keramik. Nach seinem Studium erhielt er verschiedene Kunststipendien und Einladungen, die ihn u. a. nach Lappland, Frankreich, Israel, Namibia, Indien, Ägypten, Thailand, Senegal und Island führten.
Stallecker gründete 2007 mit weiteren Künstlern aus unterschiedlichen Bereichen die Kunstgruppe k-UFO, die eigenständig Editionen wie z. B. Jahreskalender publiziert. Neben seiner Tätigkeit als Künstler lehrt er als Dozent und veröffentlichte im Düsseldorfer Grupello Verlag Quiz-Boxen und Zeichnungen, das Ausmal-Buch „Düsseldorf zum Ausmalen“ sowie den Roman „Sackgassen der Moderne“.
Stallecker lebt in Düsseldorf.

## Preise
- 1989 Preis für Kunst & Holografie, Kleinherneverlag, Düsseldorf
- 1990 Optica-Preis Köln
- 1991 Kunstpreis Lichtwer AG Berlin

## Kunstsammlungen und Ausstellungen
- Sammlung Deutscher Akademischer Austauschdienst, Bonn
- Mannesmannsammlung Junge Kunst, Düsseldorf
- Kunstsammlung der Stadt Lingen Sammlung Stadt Ostfildern
- Sammlung Babcock Kunstsammlung Deutsche Ausgleichsbank
- Sammlung Kulturamt der Stadt Düsseldorf Kunstsammlung der SSK Baden-Baden
- Nordic House Artcollection Reykjavik Island
- Sammlung Staatsgalerie Stuttgart
- Sammlung Kultusministerium Baden-Württemberg

- ca. 30 Ausstellungen und Ausstellungsbeteiligungen im In- und Ausland[1]

## Veröffentlichungen
- Stuttgart-Quiz, Grupello, Düsseldorf 2008, ISBN 978-3-89978-096-3
- Baden-Quiz: 100 Fragen und Antworten, Grupello, Düsseldorf 2009, ISBN 978-3-89978-115-1
- Württemberg-Quiz, Grupello, Düsseldorf 2010, ISBN 978-3-89978-136-6
- Bodensee-Quiz: 100 Fragen und Antworten, Grupello, Düsseldorf 2011, ISBN 978-3-89978-155-7
- Tübingen-Quiz, Grupello, Düsseldorf 2012, ISBN 978-3-89978-175-5
- Esslingen-Quiz, Grupello, Düsseldorf 2012, ISBN 978-3-89978-165-6
- 99 Reimgeschichten, Grupello, Düsseldorf 2013, ISBN 978-3-89978-180-9
- Schwäbisch-Alb-Quiz: 100 Fragen und Antworten, Grupello, Düsseldorf 2013, ISBN 978-3-89978-195-3
- Deutsche-Zitate-Quiz: 100 Fragen und Antworten, Düsseldorf 2014, ISBN 978-3-89978-223-3
- Schwarzwald-Quiz: 100 Fragen und Antworten, Grupello, Düsseldorf 2014, ISBN 978-3-89978-213-4
- Ludwigsburg-Quiz: 100 Fragen und Antworten, Grupello, Düsseldorf 2014, ISBN 978-3-89978-220-2
- Allgäu-Quiz: 100 Fragen und Antworten, Grupello, Düsseldorf 2016, ISBN 978-3-89978-259-2
- Wein-Quiz: 100 Fragen und Antworten, Grupello, Düsseldorf 2016, ISBN 978-3-89978-258-5
- Sackgassen der Moderne, Roman, Grupello, Düsseldorf 2016, ISBN 978-3-89978-253-0
- Düsseldorf zum Ausmalen: Mit einem Grußwort von Jacques Tilly, Ausmalbuch, Grupello Düsseldorf 2016, ISBN 978-3-89978-267-7
- Baden-Baden-Quiz: 100 Fragen und Antworten, Grupello, Düsseldorf 2017, ISBN 978-3-89978-276-9
- Stuttgart zum Ausmalen, Grupello, Düsseldorf 2017, ISBN 978-3-89978-273-8
- Ostfildern zum Ausmalen, Grupello, Düsseldorf 2017, ISBN 978-3-89978-286-8
- Schwarzwald zum Ausmalen, Grupello, Düsseldorf 2017, ISBN 978-3-89978-285-1